# Ion Andreescu
Pour les articles homonymes, voir Andreescu.
Ion Andreescu, né à Bucarest le 15 février 1850 et mort dans la même ville le 22 octobre 1882, est un peintre roumain.

## Biographie
Ion Andreescu entre à l'école des beaux-arts Theodor Aman en 1869 et enseigne le dessin et la calligraphie à l'école Bishop de Buzău (1872). L'année suivante, il intègre l'école secondaire Tudor Vladimirescu et, en 1875, l'école d'arts appliqués de Buzău. En 1878, il arrive à Paris pour y suivre les cours de l'Académie Julian. L'été, il rencontre Nicolae Grigorescu à Barbizon et subit son influence. Toutefois, sa vision de la nature est plus sombre et moins joyeuse que celle de son maître et ami.
Atteint de la tuberculose, il retourne en Roumanie en 1881 et y meurt un an plus tard.
Andreescu a principalement peint des portraits, des paysages et des natures mortes.
La première femme diplômée en architecture en Roumanie, Virginia Andreescu Haret, est la nièce de Ion Andreescu.

## Galerie

Œuvres de ou attribuées à Ion Andreescu
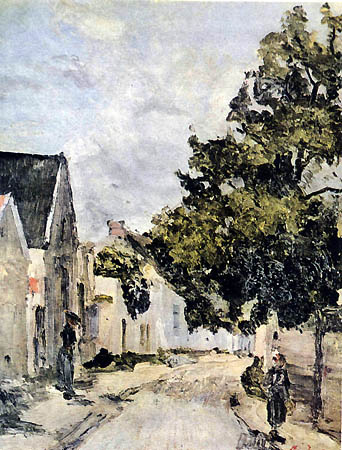
(Attribution) Rue de Barbizon pendant la période estivale, localisation inconnue.
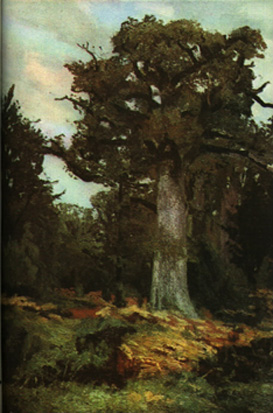
(Attribution)Le Chêne, localisation inconnue.
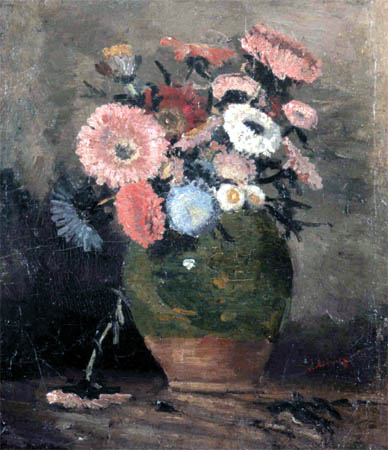
(Attribution) Chrysanthème, localisation inconnue.
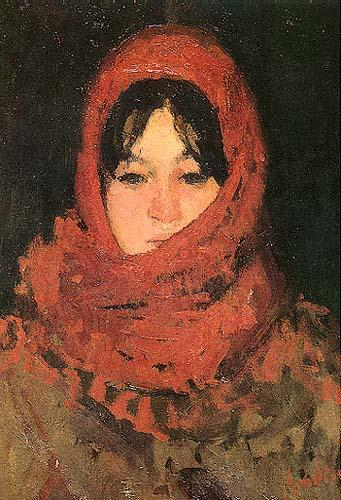
(Attribution) Le Foulard rouge, localisation inconnue.
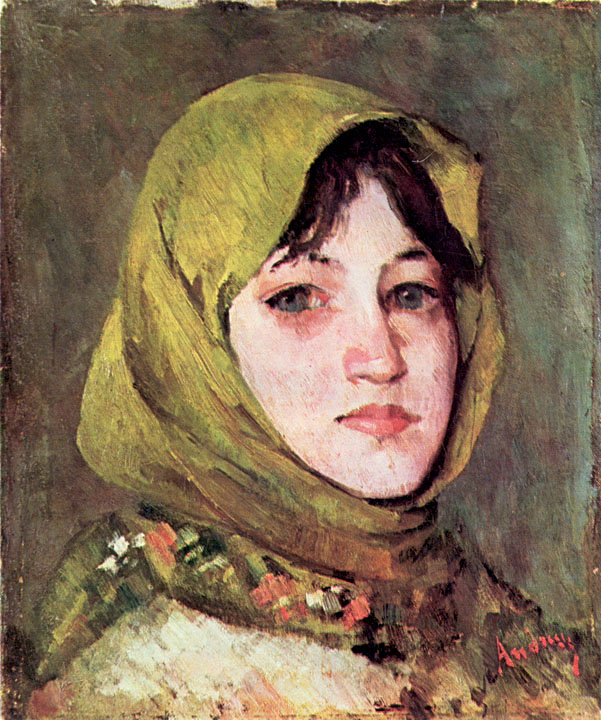
Paysanne au foulard vert, Bucarest, musée national d'art de Roumanie.
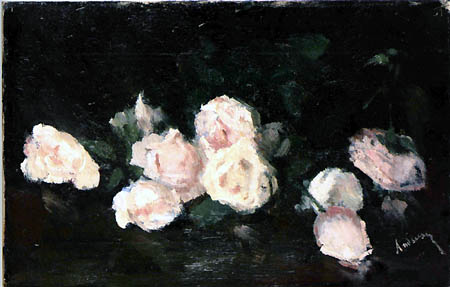
(Attribution) Roses, localisation inconnue.
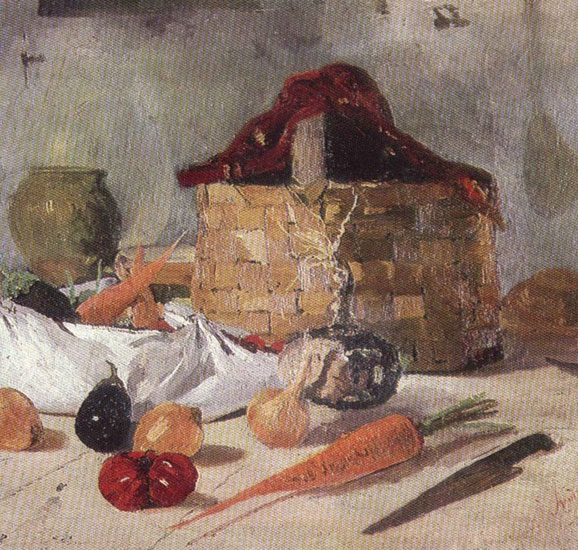
(Attribution) Nature morte, localisation inconnue.
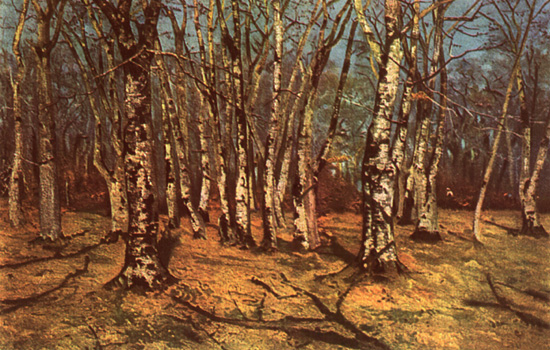
(Attribution) Forêt de Bouleaux, localisation inconnue.